# Kamalapura, Gauribidanur
Kamalapura là một làng thuộc tehsil Gauribidanur, huyện Chikkaballapur, bang Karnataka, Ấn Độ.